# Staurophora pusilla
Staurophora pusilla là một loài bướm đêm trong họ Noctuidae.